# Черненко Максим Зеновійович
Макси́м Зено́війович Черне́нко (28 червня 1984, с. Центральне, Миронівський район, Київська область — 15 лютого 2015, м. Дебальцеве, Донецька область) — старший солдат Збройних сил України, учасник російсько-української війни.

## Життєпис
2001 року закінчив Миронівську ЗОШ № 1, вступив до Богуславського гуманітарного коледжу ім. І. С. Нечуя-Левицького. 2002 року призваний до лав Збройних сил України, проходив службу у Внутрішніх військах МВС України. Після демобілізації поновив навчання, влаштувався на роботу на Миронівський завод з виробництва круп і комбікормів, вантажником. 2006 року влаштувався до миронівського відділення КБ «ПриватБанк». Від 2010 року займався ремонтом комп'ютерної та офісної техніки. Вступив на юридичний факультет Одеської юридичної академії — філіал у Борисполі, однак закінчити не встиг.
У березні 2014 року мобілізований та служив у Миронівському військкоматі. У червні того ж року вирушив на передову. Водій, снайпер 3-ї роти 25-го окремого мотопіхотного батальйону «Київська Русь».
Загинув 15 лютого 2015 року від поранень, яких зазнав під Дебальцевим — машина військовиків потрапила під мінометний обстріл.
3 березня 2015 року похований у Миронівці.
Без сина лишилися батьки, без чоловіка та батька — дружина Альона та донька Міла.

## Нагороди та вшанування
- Указом Президента України № 553/2015 від 22 вересня 2015 року — орденом «За мужність» III ступеня (посмертно)[1]